# Сабіоте
Сабіоте (ісп. Sabiote) — муніципалітет в Іспанії, у складі автономної спільноти Андалусія, у провінції Хаен. Населення — 4279 осіб (2010).
Муніципалітет розташований на відстані близько 260 км на південь від Мадрида, 55 км на північний схід від Хаена.

## Демографія
Динаміка населення (INE ):